# The Pleasure Fuckers
The Pleasure Fuckers fue un grupo de punk-rock formado entre 1988 y 1999. Cuando el grupo se disolvió, Mike Sobieski y Nora Findlay formaron Sin City Six. Su cantante Kike Turmix falleció en Madrid el 17 de octubre de 2005.

## Miembros
- Kike Turmix: cantante, armónica, percusiones
- Mike Sobieski: guitarra solista, coros.
- Norah Findlay: guitarra rítmica, coros.
- José Molano Galán: bajo, coros.
- Miguel A. Guillermo: batería.
- José Bruno: batería.
- Hank Pocahontas: bajo.
- Pablo Guadalupe: batería.
- Barnaby Bowles: bajo.
- Jorge Fuertes: batería.
- Mike Edison: batería.
- Ángel Dust (Ángel Ramos): batería.
- Tommy "Gun" Blazquez: Batería

## Discografía

### Álbumes
- Loud, Lubed & Live (Imposible Records, 1989) LP.
- First Abortion (Romilar D, 1990). LP.
- Supperstar (Mondo Stereo, 1992). LP. Crypt lo editó en CD en 1993.
- Fried Cheese & Pivo (AZYL Records Czechoslovakia, 1993) CD. Directo en Praga, exclusivo para mercado Checoslovaco.
- Ripped To The Tits (Roto Records, 1994) LP y CD. Editado en CD en 1995 por Vicious Circle Records (distribución europea) y por Sympathy For The Record Industry (distribución estadounidense).
- For Your Pleasure (Roto Records, 1996) LP y CD. Editado por Grita! Records y Semaphore para su distribución estadounidense y europea.
- Fuck Deluxe (Sympathy For The Record Industry, 1998, SFTRI 509) EP en formato 10" y CD.

### Singles
- «Simple Needs» / «Nile Song» (Pleasure Discs, 1990). 7". Reeditado en 1998 por Incognito Records con motivo de su décimo aniversario.
- «Get Away» / «The Saint» (Sympathy For The Record Industry, 1990). 7".
- «Snakebite» / «Haven't Got The Time» (Pleasure Discs/Romilar D, 1991). 7". Editado por Crypt en 1993.
- Fuera de Combate (Roto Records, 1994) EP en formato 12".
- Socio de Satán EP (Roto Records, 1996) 7".
- Sexy French Motherfucker (Sympathy For The Record Industry, 1996). Doble 7" con los temas «Watermouth», «Happy», «Sexy French Motherfucker» y «Los Angeles».
- Ride Em Cowboy (Intensive Scare Records, 1999) 7" + flexi. EP con los temas «Ride Em Cowboy», «Absolute Ruler» y «Misdemeanour».

### Participaciones en Recopilatorios
- «The Saint» en R'N'R' Medicine Show (Romilar D, 1991) LP.
- «Nos Van A Disenfectar» en El Chico Mas Blanco De La Playa De Gros (GASA, 1991) doble LP.
- «Amanda 91» Screamin' & Shoutin' Vol 1 (Subterfuge, 1992) LP con canciones en directo.
- «Simple Needs» y «Haven't Got The Time» en Abus Dangereux CD-3 (Abus Dangereux, 1992) CD del fanzine musical francés Abus Dangereux.
- «Just Like You Mom» en Compilation EP (Les Bruits Defendus, 1993).
- «Haven't Got The Time (live)» en Electric Carnival (Kinetic Records, 1993).
- «Pink House Club» en Cheapo Crypt (Crypt, 1994) CD.
- «Fuera De Combate» en Roto Ruta 66 EP (Roto Records, 1994) 7".
- «Yeah Yeah! (live)» y «Alcohol (live)» en La Via Láctea Live (Larceny/BOA, 1995). CD.
- «Hard Morrow Coming» en Y' A de L'Abus (Vicious Circle, 1995) CD.
- «Little Train» en La Marraca EP (Roto Records, 1995) 7".
- «Socio de Satán» en El Día de la Bestia Format (DRO East West, 1995) CD. Banda sonora original de la película El Día de la Bestia, de Álex de la Iglesia.
- «Masacre En El Disco Bar» en UniverSonoro Vol 1 (BOA, 1995) doble CD.
- «Last Smoke Last Dime» en 90's Surf Music Fluir #130 (Paradox Brasil, 1996).
- «Sexy French Motherfucker» y «Socio de Satán» en Greê-tah = Scream! (Grita!, 1996) CD.
- «Faster & Louder» en Dictators Forever, Forever Dictators, A Tribute To The Dictators Vol. 1 (Roto Records, 1996) LP con 7", CD.
- «Schizophrenia» en RAFR Vol ll (Flipside Records, 1997) CD.
- «Misdemeanour» en It Smells Like Spring (Intensive Scare Records, 1997) doble LP, CD.
- «That Magic Kiss (guitar power mix)» en EP Internacionale (Carbon 14, 1998) 7". EP con el número 12 de la revista Carbon 14.
- «Sexy French Motherfucker (live)» en Trendy Compilation (tREND iS dEAD! records, 1998). CD.
- «What Love Is (Dead Boys)» en Not Anymore... Tribute To The Dead Boys (Killyourself Punkarrecords, 1999) 7".